# Hradyzk
Hradyzk (ucraniano: Гради́зьк) es un sélyshche de Ucrania perteneciente al raión de Kremenchuk de la óblast de Poltava.
En 2022, el asentamiento tenía una población de 5962 habitantes. Es sede de un municipio que abarca, además de Hradyzk, 27 pueblos, con una población municipal total de unos quince mil habitantes.
Se ubica en la costa oriental del embalse de Kremenchuk, unos 20 km al noroeste de la capital distrital Kremenchuk, sobre la carretera H08 que lleva a Borýspil.

## Historia
Se conoce la existencia del pueblo en documentos desde 1639, cuando era una fortificación o Horodyshche (Городище) mencionada en un documento de la familia noble Potocki como parte del territorio de Maksýmivka. Tras la rebelión de Jmelnitski, Maksýmivka pasó a ser sede de una sotnia del regimiento cosaco de Chyhyrýn. Sin embargo, Maksýmivka comenzó a percibirse como un lugar desde donde era difícil defender incursiones desde el otro lado del Dniéper, por lo cual se decidió trasladar la sede de la sotnia a Horodyshche, de lo cual hay constancia en documentos desde 1686. Este traslado ocurrió inmediatamente después de que la zona pasase a depender del regimiento de Mýrhorod en 1678, y de que Yuri Jmelnitski ocupase Horodyschche con el apoyo de tropas otomanas en 1679.
Tras décadas de exposición a peligros fronterizos, en 1711 comenzó su desarrollo urbano, cuando acogió a numerosos ucranianos procedentes de la Ucrania de la Margen Derecha, en la campaña de desplazamiento organizada por Pedro el Grande para protegerse contra los otomanos tras el tratado del Prut. El asentamiento de nuevos pobladores en la zona se demostró exitoso en 1739, cuando las tropas cosacas derrotaron aquí un intento de incursión de los tártaros de Crimea.
En 1781, el Imperio ruso estableció aquí la sede de un uyezd en el virreinato de Kiev, formándose una ciudad que en 1789 simplificó el topónimo "Horodyshche" a "Hradyzk". Ese mismo año pasó a formar parte de la gobernación de Yekaterinoslav. En 1796, Hradyzk pasó a ser una ciudad supernumeraria, sede de su propia vólost en el uyezd de Kremenchuk, que en el siglo XIX quedó incluido en la gobernación de Poltava. Al finalizar el siglo XIX, la ciudad tenía casi nueve mil habitantes. La RSS de Ucrania le dio el estatus de capital de su propio raión en 1923. En 1957 fue reclasificada como asentamiento de tipo urbano y en 1962 perdió el estatus de capital distrital, al integrarse en el raión de Hlóbyne.